# Дьякону, Павел Иванович
Павел Иванович Дьякону (15.05.1933 — 08.10.2017) — бригадир лесозаготовительной бригады Майского леспромхоза Министерства лесной, целлюлозно-бумажной и деревообрабатывающей промышленности СССР, Мурашинский район Кировской области. Герой Социалистического Труда.

## Биография
Родился 15 мая 1933 года в селе Мирчешты Бельцкого жудеца Бессарабии, ныне Унгенского района Молдавии, в семье крестьянина-единоличника. Молдаванин. До 1940 года Бессарабия входила в состав Румынии, пока не была присоединена к СССР как Молдавская ССР.
В период Великой Отечественной войны семья Дьякону находилась на временно оккупированной румынами и немцами территории до освобождения Молдавии Красной армией. После окончания войны семья вернулась в своё село Мирчешты, которое было полностью уничтожено. После окончания 4 классов сельской школы Павел Дьякону работал прицепщиком на тракторе, закончил вечернюю 7-летнюю школу и школу фабрично-заводского обучения (ФЗО) по специальности «механизатор сельскохозяйственной техники».
С сентября 1952 года проходил военную службу в Советской Армии, с января 1954 года — механиком-водителем, затем наводчиком танка Т-54 в бронетанковом соединении в Подмосковье.
После увольнения и запас в ноябре 1955 года приехал на заработки в Кировскую область, с начала 1956 года работал бульдозеристом леспромхоза (ЛПХ) «Котовский» в посёлке Стахановский Мурашинского района. Помимо этого, он в совершенстве овладел специальностями тракториста-трелёвщика, сварщика и другими.
В 1966 году Павел Иванович возглавил лесозаготовительную бригаду. Он первым в ЛПХ освоил новую сучкорезную машину СМ-2 («сучкорезка»), от которой в леспромхозе из-за неправильной эксплуатации собирались отказаться. После этого всю новую технику, которая поступала в леспромхоз, отправляли на обкатку в бригаду Дьякону. Кроме новой техники, именно в его бригаду на исправление отправляли провинившихся механизаторов, поскольку коллектив в бригаде был особенный – исправительно-воспитательный.
Бригада Дьякону неоднократно становилась победителем соревнований и на протяжении ряда лет держала первенство по обрезке сучьев по министерству. Коллективу было присвоено звание «Лучшая бригада Минлеспрома СССР 1979 года». За бригадиром закрепилась слава опытного тракториста, и в этом же году П. И. Дьякону был признан лучшим машинистом по Минлеспрому.
На базе «Майского» проводилось Всесоюзное совещание по внедрению новой лесозаготовительной техники, на которое съехались более двухсот лесозаготовителей из Хабаровска, Читы, Сахалина, Омска, Свердловска и других регионов. Задание 10-й пятилетки (1976-1980) бригада Дьякону выполнила за четыре года, достигнув годовой выработки на бесчокерных трелёвочниках ЛП-18, ЛТ-154 и сучкорезной машине ЛО-72 до 16 тысяч кубометров древесины.
Указом Президиума Верховного Совета СССР от 19 марта 1981 года за выдающиеся успехи, достигнутые в выполнении заданий десятой пятилетки и социалистических обязательств, Дьякону Павлу Ивановичу присвоено звание Героя Социалистического Труда с вручением ордена Ленина и золотой медали «Серп и Молот».
Избирался членом Кировского обкома КПСС и делегатом XVIII съезда профсоюзов СССР (1987), являлся членом Всесоюзного Центрального совета профессиональных союзов (ВЦСПС).
Лауреат Государственной премии СССР (1978), за выдающиеся достижения в труде, высокую эффективность и качество работы на основе использования новой техники и технологии, прогрессивных форм организации труда.
Почётный гражданин Мурашинского района (29.04.2009).
Скончался 8 октября 2017 года, похоронен на кладбище посёлка Безбожник Мурашинского района.

## Награды
- Золотая медаль «Серп и Молот» (19.03.1981);
- Орден Ленина (19.03.1981).
- Орден Трудового Красного Знамени (15.02.1974)
- Медаль «За трудовую доблесть»
- Медаль «В ознаменование 100-летия со дня рождения Владимира Ильича Ленина» (6 апреля 1970)
- Золотой медалью ВДНХ СССР (1980)
- и другими